# Боббі Джексон
Боббі Джексон (англ. Bobby Jackson, нар. 13 березня 1973, Іст-Спенсер, Північна Кароліна, США) — американський професійний баскетболіст, що грав на позиції розігруючого захисника за низку команд НБА. Згодом — баскетбольний тренер. З 2021 року працює головним тренером команди «Стоктон Кінгс».

## Ігрова кар'єра
На університетському рівні грав за команду Міннесота (1995–1997). 1997 року був названий баскетболістом року конференції Big Ten, а також був включений до Другої збірної NCAA.
Того ж 1997 року був обраний у першому раунді драфту НБА під загальним 23-м номером командою «Сіетл Суперсонікс». Проте професіональну кар'єру розпочав 1997 року виступами за «Денвер Наггетс», куди був обміняний напередодні свого першого сезону в лізі. Захищав кольори команди з Денвера протягом одного року. Був включений до другої збірної новачків НБА.
З 1999 по 2000 рік грав у складі «Міннесота Тімбервулвз».
2000 року перейшов до «Сакраменто Кінґс», у складі якої провів наступні 5 сезонів своєї кар'єри. 2003 року був визнаний найкращим шостем гравцем НБА.
Наступною командою в кар'єрі гравця була «Мемфіс Ґріззліс», куди був обміняний на Бонзі Веллса та за яку він відіграв один сезон.
З 2006 по 2008 рік грав у складі «Нью-Орлінс Пеліканс».
Частину 2008 року виступав у складі «Х'юстон Рокетс».
Останньою ж командою в кар'єрі гравця стала «Сакраменто Кінґс», до складу якої він приєднався 2008 року в обмін на Донте Грінв і за яку відіграв один сезон.

## Статистика виступів в НБА

### Регулярний сезон
| Сезон             | Команда                    | GP  | GS  | MPG  | FG%  | 3P%  | FT%  | RPG | APG | SPG | BPG | PPG  |
| ----------------- | -------------------------- | --- | --- | ---- | ---- | ---- | ---- | --- | --- | --- | --- | ---- |
| 1997–1998         | «Денвер Наггетс»           | 68  | 53  | 30.0 | .392 | .259 | .814 | 4.4 | 4.7 | 1.5 | .2  | 11.6 |
| 1998–1999         | «Міннесота Тімбервулвз»    | 50  | 12  | 18.8 | .405 | .370 | .772 | 2.7 | 3.3 | .8  | .1  | 7.1  |
| 1999–2000         | «Міннесота Тімбервулвз»    | 73  | 10  | 14.2 | .405 | .283 | .776 | 2.1 | 2.4 | .7  | .1  | 5.1  |
| 2000–2001         | «Сакраменто Кінґс»         | 79  | 7   | 20.9 | .439 | .375 | .739 | 3.1 | 2.0 | 1.1 | .1  | 7.2  |
| 2001–2002         | «Сакраменто Кінґс»         | 81  | 3   | 21.6 | .443 | .361 | .810 | 3.1 | 2.0 | .9  | .1  | 11.1 |
| 2002–2003         | «Сакраменто Кінґс»         | 59  | 26  | 28.4 | .464 | .379 | .846 | 3.7 | 3.1 | 1.2 | .1  | 15.2 |
| 2003–2004         | «Сакраменто Кінґс»         | 50  | 0   | 23.7 | .444 | .370 | .752 | 3.5 | 2.1 | 1.0 | .2  | 13.8 |
| 2004–2005         | «Сакраменто Кінґс»         | 25  | 0   | 21.4 | .427 | .344 | .862 | 3.4 | 2.4 | .6  | .1  | 12.0 |
| 2005–2006         | «Мемфіс Ґріззліс»          | 71  | 15  | 25.0 | .382 | .389 | .733 | 3.1 | 2.7 | .9  | .0  | 11.4 |
| 2006–2007         | «Нью-Орлінс/Оклахома Сіті» | 56  | 2   | 23.8 | .394 | .327 | .774 | 3.2 | 2.5 | .9  | .1  | 10.6 |
| 2007–2008         | «Нью-Орлінс Горнетс»       | 46  | 0   | 19.4 | .392 | .368 | .816 | 2.4 | 1.7 | .7  | .1  | 7.1  |
| 2007–2008         | «Х'юстон Рокетс»           | 26  | 5   | 19.2 | .419 | .341 | .750 | 2.7 | 2.4 | .5  | .1  | 8.8  |
| 2008–2009         | «Сакраменто Кінґс»         | 71  | 10  | 20.9 | .398 | .305 | .851 | 2.8 | 2.0 | .9  | .1  | 7.5  |
| Усього за кар'єру | Усього за кар'єру          | 755 | 143 | 22.2 | .417 | .354 | .793 | 3.1 | 2.6 | .9  | .0  | 9.7  |

### Плей-оф
| Сезон             | Команда                 | GP | GS | MPG  | FG%  | 3P%  | FT%   | RPG | APG | SPG | BPG | PPG  |
| ----------------- | ----------------------- | -- | -- | ---- | ---- | ---- | ----- | --- | --- | --- | --- | ---- |
| 1999              | «Міннесота Тімбервулвз» | 4  | 0  | 6.8  | .200 | .000 | .000  | 1.0 | .5  | .0  | .0  | 1.0  |
| 2000              | «Міннесота Тімбервулвз» | 3  | 0  | 10.0 | .500 | .333 | 1.000 | 1.7 | 1.3 | .7  | .3  | 5.0  |
| 2001              | «Сакраменто Кінґс»      | 8  | 0  | 22.8 | .438 | .286 | .714  | 3.3 | 2.3 | 1.0 | .0  | 7.0  |
| 2002              | «Сакраменто Кінґс»      | 16 | 1  | 23.4 | .445 | .256 | .791  | 3.3 | 2.0 | .9  | .2  | 10.9 |
| 2003              | «Сакраменто Кінґс»      | 12 | 0  | 27.6 | .457 | .349 | .886  | 4.5 | 3.3 | 1.0 | .1  | 14.3 |
| 2005              | «Сакраменто Кінґс»      | 5  | 0  | 15.8 | .270 | .167 | 1.000 | 1.2 | 1.8 | .2  | .2  | 5.2  |
| 2006              | «Мемфіс Ґріззліс»       | 4  | 0  | 25.0 | .414 | .364 | .714  | 2.0 | 1.3 | .3  | .0  | 8.3  |
| 2008              | «Х'юстон Рокетс»        | 6  | 2  | 23.0 | .286 | .208 | .636  | 1.7 | 1.5 | .8  | .0  | 8.7  |
| Усього за кар'єру | Усього за кар'єру       | 58 | 3  | 21.7 | .405 | .270 | .807  | 2.8 | 2.1 | .7  | .1  | 9.2  |

## Тренерська робота
2011 року розпочав тренерську кар'єру, ставши асистентом головного тренера команди «Сакраменто Кінґс», в якій пропрацював до 2013 року.
2021 року був призначений головним тренером команди «Стоктон Кінгс», з якою працює й досі.